# François-Hyppolite Sanguin
Pour les articles homonymes, voir Sanguin.
François-Hyppolite Sanguin, marquis de Livry, seigneur honoraire de Bénouville, seigneur et patron de Blainville, seigneur en partie d'Ouistreham et de Saint-Aubin-d'Arquenay, seigneur et patron de Soignolles, de Rouvres et Biéville, né en 1714 et mort le 10 janvier 1789 à Bénouville, est un officier de marine français du XVIIIe siècle. Il termine sa carrière avec le grade de chef d'escadre des armées navales.

## Biographie

### Origines et famille
François-Hyppolite Sanguin, descend de la famille Sanguin (branche de Livry), une famille d’anciens changeurs de Paris, devenus seigneurs de Maflier avec droits de péage à Mantes au XIVe siècle. Sa famille possède la terre de Livry-en-L’Aunoye, située dans les « marche » de Champagne (actuelle commune de Livry-Gargan, en Seine-Saint-Denis). 
Il est le troisième fils de Louis Sanguin, marquis de Livry (1679-1741), dit « de Rocquecourt », lieutenant général, chevalier des ordres du Roi et de sa femme Marie-Madeleine Françoise Robert de La Fortelle (née vers 1685).

### Carrière dans la Marine royale
Il est reçu de minorité dans l'ordre de Saint-Jean de Jérusalem, le 25 novembre 1721 à l'âge de sept ans ou 1722 mais il ne présentera pas ses vœux pour pouvoir se marier en 1760. 
Il passe dans la Marine royale. Comme tous les aspirants officiers, il intègre l'une des compagnies de garde-marine de Brest. Il y apprend le maniement des armes, des rudiments de tactique, le dessin, l'hydrographie, les mathématiques, l'anglais. Il est promu enseigne de vaisseau en 1731 et puis capitaine de frégate en 1735.
Il reçoit son brevet de capitaine de vaisseau le 1er janvier 1741. Ses deux frères ainés étant morts en 1758, il se marie et fait perdurer le nom de la famille Sanguin. Il est nommé chef d’escadre des Armées Navales du Roi en 1760. Il quitte la Marine peu de temps après et est par la suite conseiller d’État, et premier Maître d'hôtel du roi. Le marquis et la marquise de Livry habitent alors à Paris, rue de la Chaise, dans le faubourg Saint-Germain, près de l'église Saint-Sulpice. Il semble toutefois qu'ils aient eu plusieurs adresses successives dans la capitale. Ils sont également propriétaires d'un hôtel particulier à Versailles, appelé l'hôtel de la Pompe, situé rue de la Pompe, où l'architecte Claude-Nicolas Ledoux (1736-1806) effectue des travaux en 1769 et 1771. 
Le marquis de Livry hérite du domaine de Bénouville à la mort de son beau-père en 1768. Les époux entreprennent la restauration du château de Bénouville près de Caen en 1768-1770 puis en 1785 par Claude-Nicolas Ledoux. Le marquis de Livry avait voyagé en Italie et en Grèce et avait pu y admirer les chefs-d'œuvre antiques au moment où ceux-ci reprenaient une nouvelle vogue. Ces voyages influencèrent les plans du château.
Il meurt le 10 janvier 1789 à Bénouville, à l'âge de 75 ans.

## Mariage et descendance
Il épouse le 15 avril 1760, Thérèse-Bonne Gillain de Bénouville (fille d’Antoine Gillain, marquis de Bénouville, mestre de camp de cavalerie, sous-lieutenant des Gendarmes de Bretagne, et de Bonne-Charlotte Hue de Langrune). La bénédiction nuptiale leur est donnée dans la chapelle de l'hôtel de Saint-Aignan par l'évêque de Lombez. Le contrat de mariage avait été signé par le Roi le 12 avril. De cette union naissent trois fils et deux filles,, dont 
- Antoine-Aglaé-Hippolyte Sanguin (1762-1828), marquis de Livry, chevalier de Saint-Louis, marié à la ballerine Marie-Marguerite Saulnier,
- Hippolyte Sanguin, comte de Livry, chevalier de Malte, auteur de Maximes,
- Thérèse-Hippolyte Sanguin mariée au marquis de Morant,
- Christine-Adolphe-Adélaïde, mariée à Charles-Louis-Alexandre, comte de Polignac, général sous la Restauration[8].

### Sources et bibliographie
- François-Alexandre de La Chenaye-Aubert, Dictionnaire Généalogique, Héraldique, Chronologique Et Historique, vol. 6, chez la veuve Duchesne, 1761, 740 p. (lire en ligne), p. 366
- La carrière militaire du marquis de Livry